# Benito Pérez Brito
Benito Pérez Brito de los Ríos y Fernández Valdelomar (Barcelona, 1747-Ciudad de Panamá, 3 de agosto de 1813) fue un militar español y funcionario virreinal. Fue virrey de Nueva Granada y mariscal de campo del ejército español desde el 21 de marzo hasta noviembre de 1812.

## Biografía
Pérez entró en el ejército en 1762 como cadete en el Regimiento de Navarra. Por su destacada actuación, fue ascendido a Mariscal de Campo. Ocupó varios cargos en América, entre ellos el teniente del rey en Puerto Rico y en La Habana. Fue nombrado capitán general e intendente de Yucatán, cargo que ocupó desde el 20 de octubre de 1800 hasta el 26 de agosto de 1811.

## Virrey de Nueva Granada
En agosto de 1810 fue nombrado virrey de Nueva Granada para sustituir a Francisco Javier Venegas (que en realidad nunca había ocupado la posición, dos meses después de su nombramiento fue designado virrey de Nueva España). En su viaje hizo escalas en Mérida, Yucatán y La Habana, para reunir recursos para la reconquista de Cartagena, que estaba en manos de los rebeldes. Fijó la capital del virreinato en Portobelo (Panamá), ya que la capital del virreinato, Santafé de Bogotá, también estaba en poder de los rebeldes. Llegó a Portobelo el 19 de febrero de 1812, sin refuerzos militares.
Reubicó la Audiencia de Santafé a Panamá (21 de febrero de 1812), su gobierno solo fue obedecido en Panamá y Santa Marta, territorios realistas. El siguiente 21 de marzo fue juramentado como virrey. Trató de ayudar a los realistas de Santa Marta.
Pérez dimitió el virreinato en noviembre de 1812 bajo la presión del gobierno español en Cádiz, que le obligaba a residir más cerca de Santafé de Bogotá. Murió en Panamá el 3 de agosto de 1813.